# توكوجين يوشيوكا
توكوجين يوشيوكا، مصمم ياباني ولد في 20 كانون الثاني، يناير من عام 1967 
يحظى هذا الفنان النشط في مجال التصميم والفن المعاصر والعمارة وصاحب الأعمال التي تتجسد موضوعاتها في الطبيعة 
وتسمو فوق الحواس الإنسانية، بتقدير واسع عالمياً.
وقد نال العديد من الجوائز العالمية في مجال التصميم، واختيرت العديد من أعماله كجزء من المجموعات الدائمة في متاحف عالمية شهيرة نذكر منها متحف الفن الحديث في نيويورك (MoMA)، مركز جورج بومبيدو الوطني للفن والثقافة (Centre Pompidou) في باريس، ومتحف فيكتوريا وألبرت في لندن (V & A).
كما اختارته مجلة نيوزويك كأحد «الشخصيات اليابانية المئة الأكثر احتراماً عالمياً»

## الناس · السيرة الذاتية
ولد في محافظة ساغا باليابان عام 1967.
تأثر بليوناردو دا فينشي منذ الطفولة وتعلم الرسم الزيتي، وكان يبدي اهتماماً خاصاً بالعلوم. 
بعد تخرجه من مدرسة كوواساوا للتصميم في عام 1988، درس على يد المصممين شيرو كوراماتا وإيسيي مياكي.
أسس " Tokujin Yoshioka Inc." في عام 2000.
```

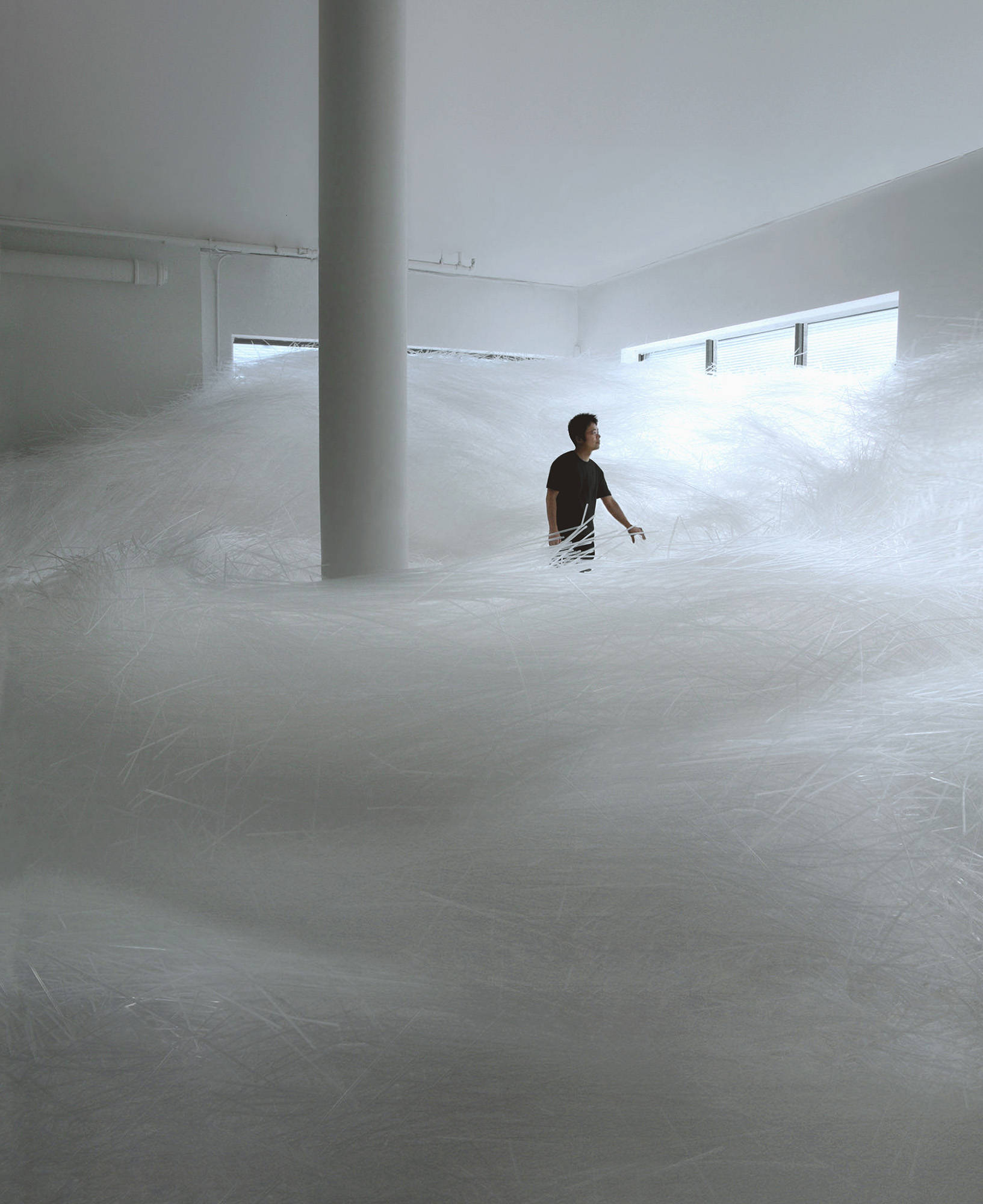
Tornado / Design Miami 2007

يحظى هذا الفنان النشط في مجال التصميم والفن المعاصر والعمارة وصاحب الأعمال التي تتجسد موضوعاتها في الطبيعة وتسمو فوق الحواس الإنسانية، بتقدير واسع عالمياً.
```

ومن خلال التعبير عن مختلف الحواس البشرية باستخدام عناصر غير مادية مثل الضوء والصوت والرائحة، فإنه يخلق تعبيرات فريدة من نوعها تتجاوز مفهوم الشكل.
وتعبر أعماله عن الطاقة الهائلة للطبيعة باستخدام مختلف المواد الناقلة للضوء، ولا تكتمل هذه الأعمال إلا عندما تكون مرتبطة بتجارب وذكريات أولئك الذين لهم صلة بها.
أعماله تسمو فوق الحواس البشرية، وهي بذلك تعكس الحواس ومفهوم الطبيعة اليابانية الأصيلة وتقتفي جذور الثقافة اليابانية التي تصور الطاقة الطبيعية والهالة.
وقد صمم لـ إيسي مياكي وغيرها من الشركات العالمية مثل كارتييه، سواروفسكي، لويس فويتون، هيرميس، تويوتا ولكزس، وكان يعلن عن أعماله الجديدة في المعرض الدولي للأثاث في ميلانو، “Salone del Mobile Milano” (وهو أكبر معرض دولي للأثاث في العالم) وذلك بالتعاون مع العلامات التجارية الإيطالية للأثاث، بما في ذلك كارتيل، موروزو، غلاس إيتاليا ودرياديه
وقد نال العديد من الجوائز العالمية نذكر منها جائزة أفضل مصمم في السنة من معرض ديزاين ميامي " Design Miami"، وهذه الجائزة تُمنح للمصمم الذي يقدم أكبر مساهمة في التصميم عالمياً، إضافة إلى جائزة أفضل مصمم في السنة من جوائز التصميم الدولية من إيلي ديكو ""Elle Deco International Design Awards وجائزة ميلانو للتصميم.

## عمال نموذجية
كراسي تم إنشاؤها من هياكل طبيعية 2001 −

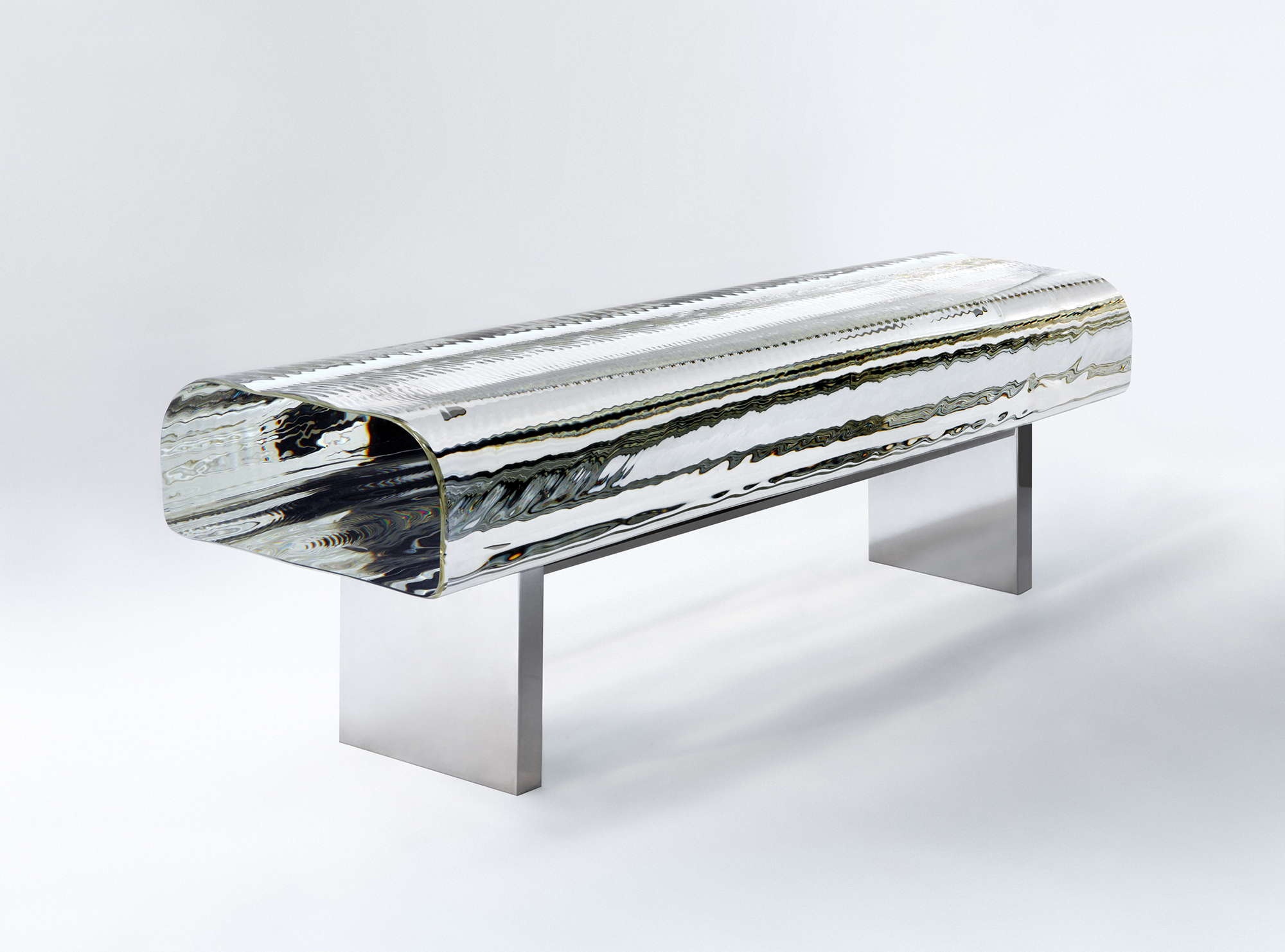
Water Block 2002

الكرسي الورقي (Honey-pop" (2000") هو كرسي يغير شكله من مستوٍ إلى شكل ثلاثي الأبعاد. ومن خلال نشر 120 طبقة من الورق الرقيق سمك كل طبقة منها 1 سم، يتكوّن قرص العسل، ولا يثبت الشكل ويكتمل العمل إلا عندما يجلس أحد ما على الكرسي.
  كرسي '(PANE chair' (2006) مصنوع من هيكل ليفي من النباتات يتكون منها هيكل ذو ألياف رقيقة متداخلة بسماكة 1 مم. وخلال عملية صنعه، يتم وضع كتلة مصنوعة من الألياف في قناة الورق ووضعها في الفرن وخبزها، كما لو كانت خبزاً ومن خلال إضافة الحرارة إلى العملية، فإن الكرسي يتخذ شكلاً مكتملاً له ذاكرة.
```
كرسي '(Venus - Natural crystal chair' (2008) مصنوع من الكريستال الطبيعي، وهو عمل تم تحويله إلى كرسي من خلال تربية كريستال طبيعي في خزان مياه لإنشاء هيكل من الكريستال.
```

المشاريع الزجاجية 2000 −
من بين الأعمال التي أعلن عنها بدءاً من المعقد الزجاجي 'Water Block " (كتلة الماء) (2002)، "البيت الياباني الشفاف" (2002)، "الكرسي الذي اختفى في المطر" (2002)، "الشلال" (2005−2006)، "'KOU-AN" – بيت الشاي الزجاجي (2005)، 'Water Block-KATANA' (سيف كتلة الماء). ويتم عرض المقعد الزجاجي "كتلة المياه" في متحف أورساي في باريس منذ عام 2011.
 متحف أورساي 2011−

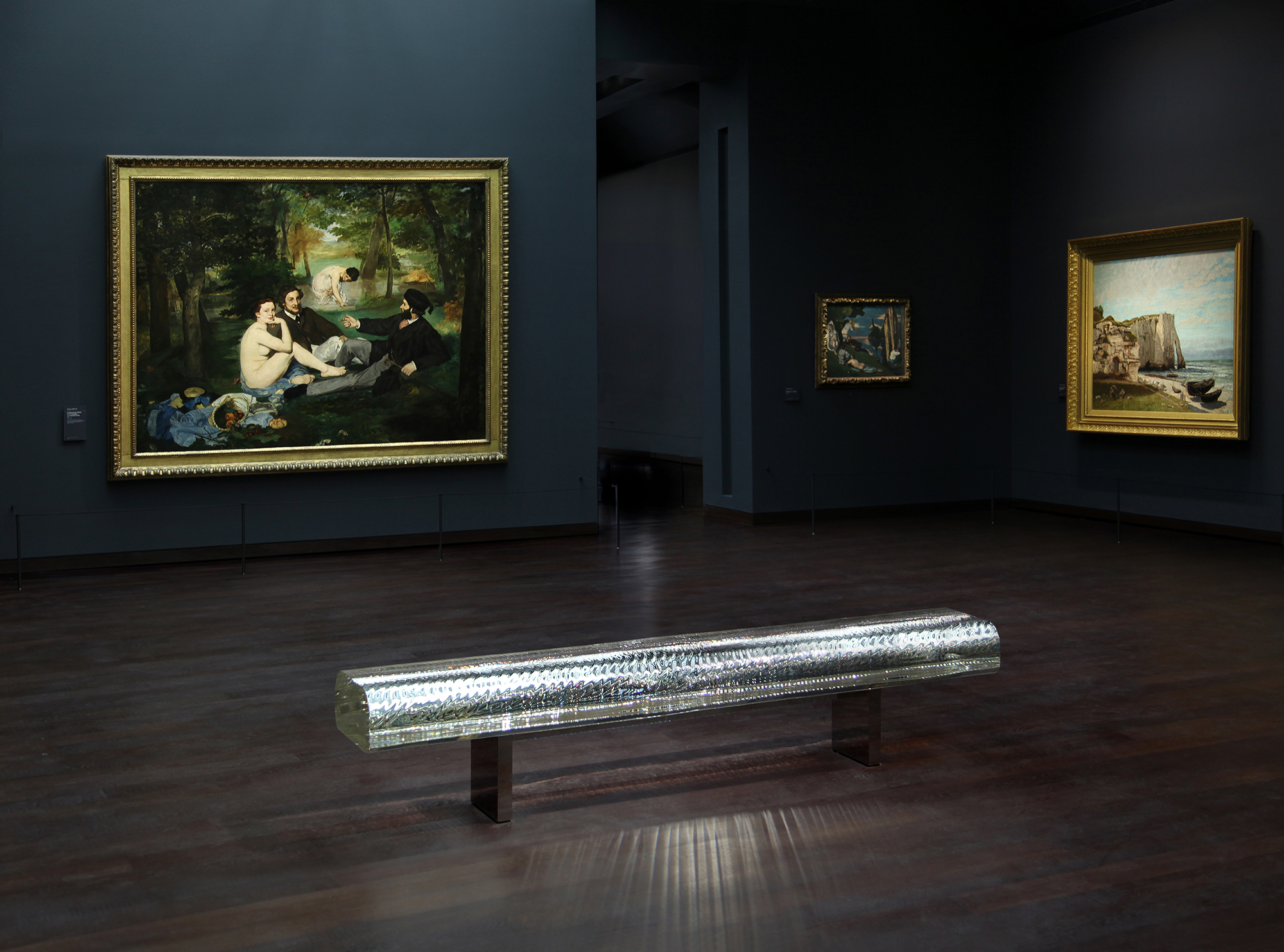
Musée d'Orsay, Paris 2011
Water Block 2002

شارك في متحف أورساي في باريس في مشروع تجديد معرض الأعمال الانطباعية. ويتم عرض 10 مقاعد زجاجية «من طراز كتلة الماء» بشكل دائم، جنباً إلى جنب مع أعمال فنانين انطباعيين مثل إدوارد مانيه، إيدغار ديغا، كلود مونيه، بول سيزان، بيير أوغست رينوار. وهي تمتزج مع الضوء الذي رسمه الرسامون الانطباعيون لتخلق فضاء يفتح آفاق حوار جديد بين الأصالة والحداثة.
مشروع الكريستال (Crystallized Project (2008− 
~
كرسي الكريستال الطبيعي "(Venus - Natural crystal chair " (2008) هو عمل تمت فيه تربية حبات كريستال طبيعية في خزان مياه لتشكل هياكل من الكريستال وتحولها إلى كرسي.
تعزف مقطوعة موسيقية أثناء تشكل كل لوحة. فمع لوحات الكريستال، تُشغل المقطوعات الموسيقية «بحيرة البجع»، «المصير» & «ضوء القمر» خلال عملية نمو حبات الكريستال وتكتمل بتغير أشكال حبات الكريستال التي ترافقها اهتزازات صوتية. ومنحوتة "Rose" هي منحوتة يتبلور فيها الصباغ الوردي ليعبر عن طاقة الحياة.

 كنيسة قوس قزح " (Rainbow Church (2013 − 2010
تركز البنية المعمارية «قوس قزح الكنيسة» التي تم إنشاؤها باستخدام أكثر من 500 موشور من الكريستال على الإحساس البشري بإدراك الضوء، ويكتمل هذا العمل عندما يعيش المرء تجربة الضوء. وتعبر هذه البنية المعمارية عن الضوء نفسه لتملأ الفراغ بألوان قوس قزح حيث يتم تبديد الضوء بواسطة المواشير.

 2011, 2015−2017 بيت الشاي الزجاجي - كو-أن 
تم في الدورة الـ 54 من المعرض الدولي للفنون في بينالي البندقية، عرض Glasstress 2011، بيت الشاي الزجاجي - كو-أن كمشروع معماري وفي عام 2015، بني على خشبة المسرح (منصة المراقبة) من Shogun-zuka ، وهي تلة الشوغون، سيريو-دين، وهي منطقة في معبد شورين-إن للطائفة الدينية «تينداي».
تمثال Ao Fudo Myo-o (Ao تعني أزرق باليابانية) الذي يعتبر كنزاً وطنياً، هو أحد تماثيل Fudo (إله النار) الثلاثة، وهو مكرس لمعبد سيريو-دين. ويمكن للنزلاء من على منصته المرتفعة 220 متراً الاستمتاع بإطلالة بانورامية على مدينة كيوتو. وفي عام 794، زار الإمبراطور كانمو هذا المكان، وتقديراً منه لشكله الذي يشبه الحوض (المناظر الطبيعية)، تولدت لديه قناعة بأن كيوتو هي المكان الأنسب لتكون العاصمة فشرع في بناء العاصمة القديمة آنذاك. لذلك، يقال إن هذه هي بداية نشوء العاصمة القديمة كيوتو، تلك المدينة التي ترمز للثقافة اليابانية. 

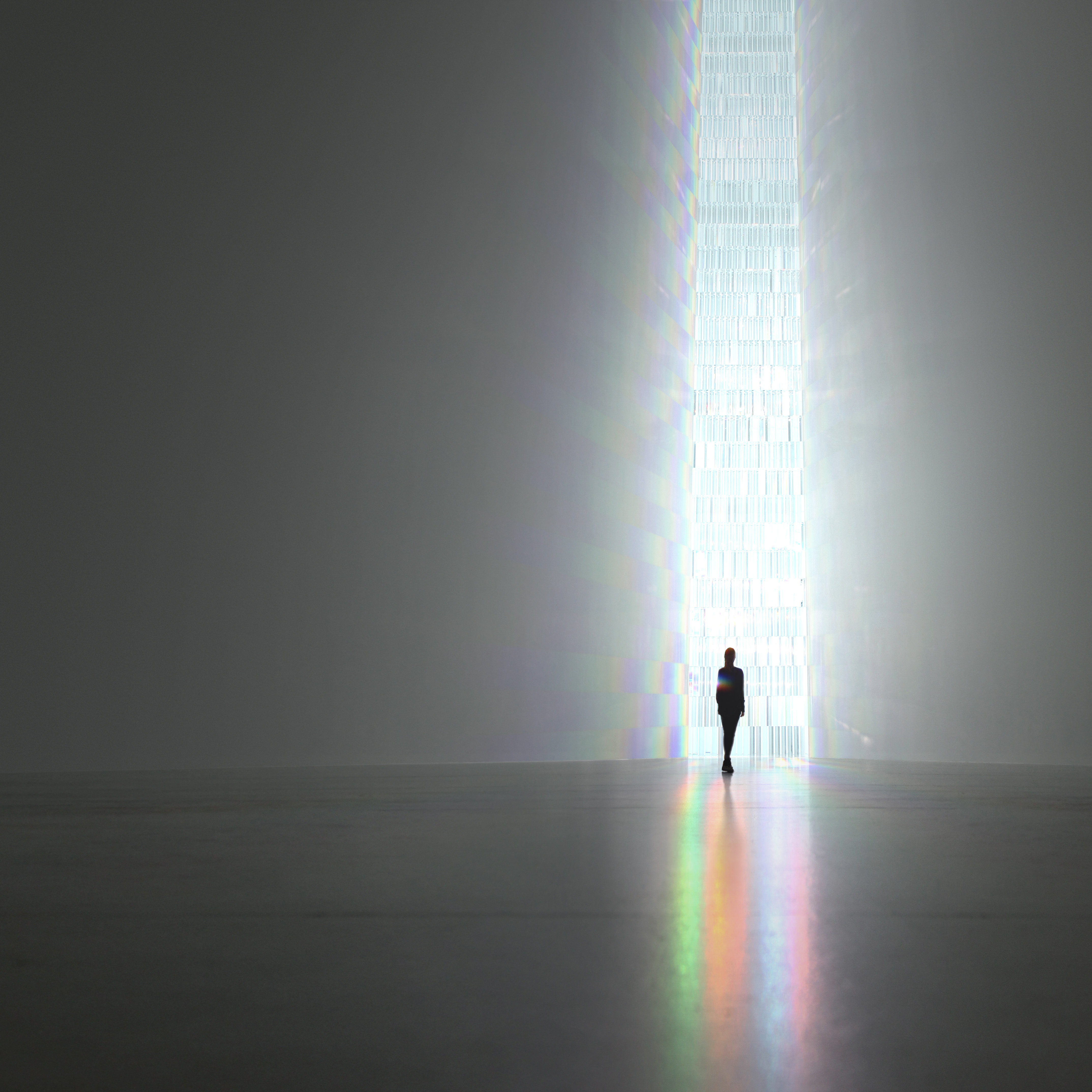
Rainbow Church 2010 / Museum of Contemporary Art Tokyo 2013

 
 أعمال نموذجية '
2000　Tokujin Yoshioka Design
2000　TōFU / Yamagiwa
2001　Honey-pop
2001　THINK ZONE / MORI building
2002　Water Block  
2002　Transparent Japanese House

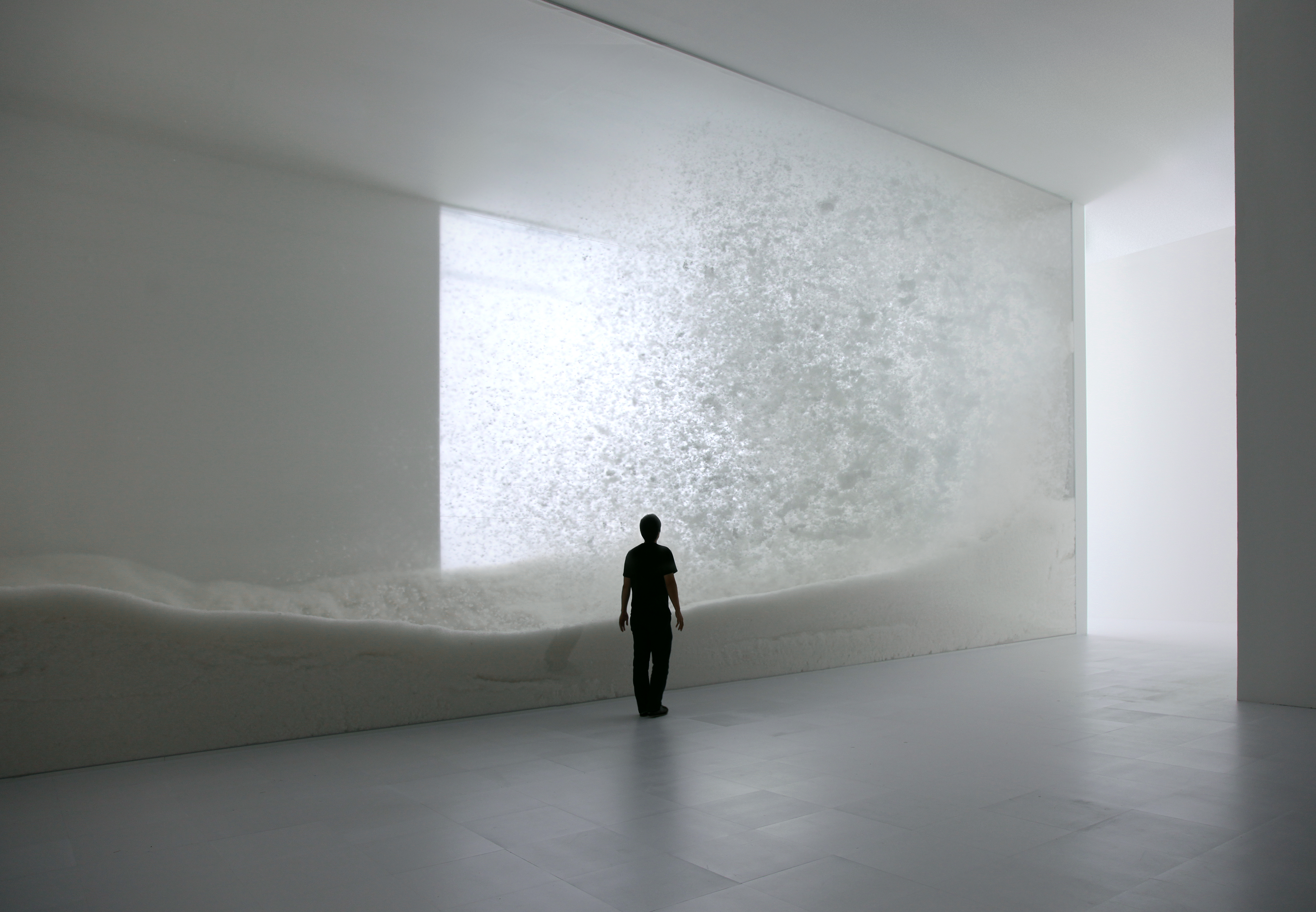
Snow / Mori Art Museum, Tokyo 2010 (1997

Chair that disappears in the rain 2002ー2003　
2004　Souffle / Maison Hermès
MEDIASKIN / au design project KDDI　2005ー2007
2006　The Gate – Tokujin Yoshioka x Lexus 
2006　Waterfall
2006　PANE chair
2007　Tornado / Design Miami
2007　Rainbow chair
2007　Tear Drop / Yamagiwa
2006ー2008　Swarovski Ginza flagship store
2007ー2008　VENUS – Natural crystal chair
Crystallized Painting – Moonlight / Destiny / Unfinished　2007ー2008
2008　Eternal / Swarovski Crystal Palace
2010, 1997　Snow
2009　Moon Fragment / Cartier
2009　Lake of Shimmer / Basel World / Swarovski
2010　X-RAY / KDDI iida
2010　Stellar / Swarovski Crystal Palace
2010, 2013　Rainbow Church
2011　KOU-AN Glass Tea House / The 54th La Biennale di Venezia – Glasstress 2011
2011　The Impressionist Gallery renewal project / Musée d'Orsay 
2013　Crystallized Painting – Swan Lake, Spider's Thread, Rose
2013　Wings of Sparkle / Basel World / Swarovski
2014　Cartier Time Art – Mechanic of Passion / Power Station of Art
2015ー2017　KOU-AN Glass Tea House / Shogunzuka Seiryu-den, Kyoto
2017　Spectrum
2017　Water Block – KATANA
2017　S.F chair

## المعارض الرئيسية

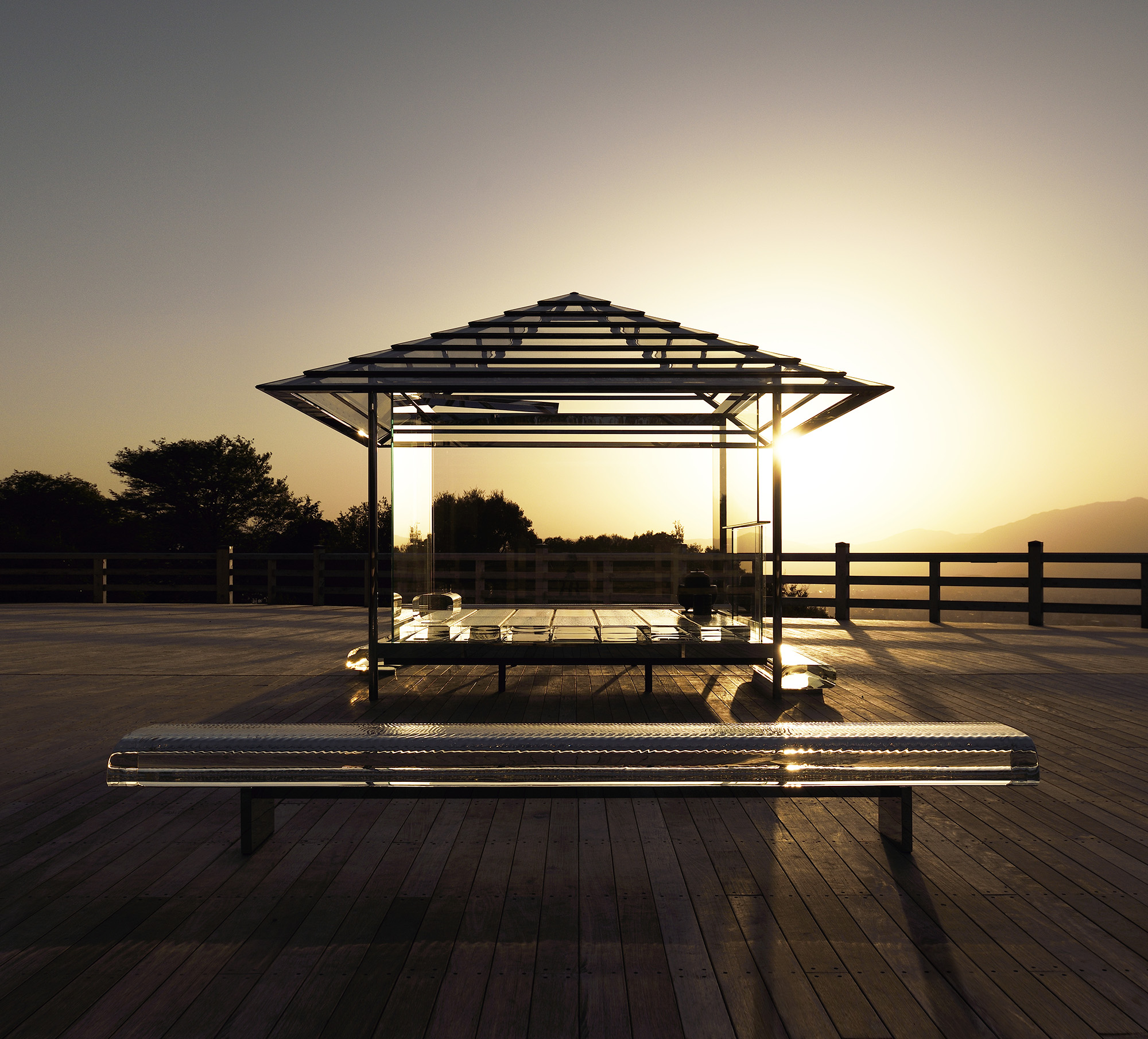
KOU-AN Glass Tea House 2011
Shogunzuka Seiryu-den, Kyoto 2015ー2017

ISSEY MIYAKE Making Things / Fondation Cartier pour l'art contemporain, Ace Gallery NY, Museum of Contemporary Art Tokyo　1998ー2000
2002　Tokujin Yoshioka Honey-pop, MDS/G
Tokujin Yoshioka x Lexus / Museum of Permanente　2005ー2006
2005　Stardust / Swarovski Crystal Palace / Milano Design Week
2007　Tornado / Design Miami / Designer of the year 2007
2007　Tokujin x Moroso / Milano Design Week
2009　Story of … Memories of Cartier Creations / Tokyo National Museum Hyokeikan
2008　Second Nature / 21_21 DESIGN SIGHT
2010　Sensing Nature / Mori Art Museum
2010　The Invisibles Snowflake / Kartell Gallery

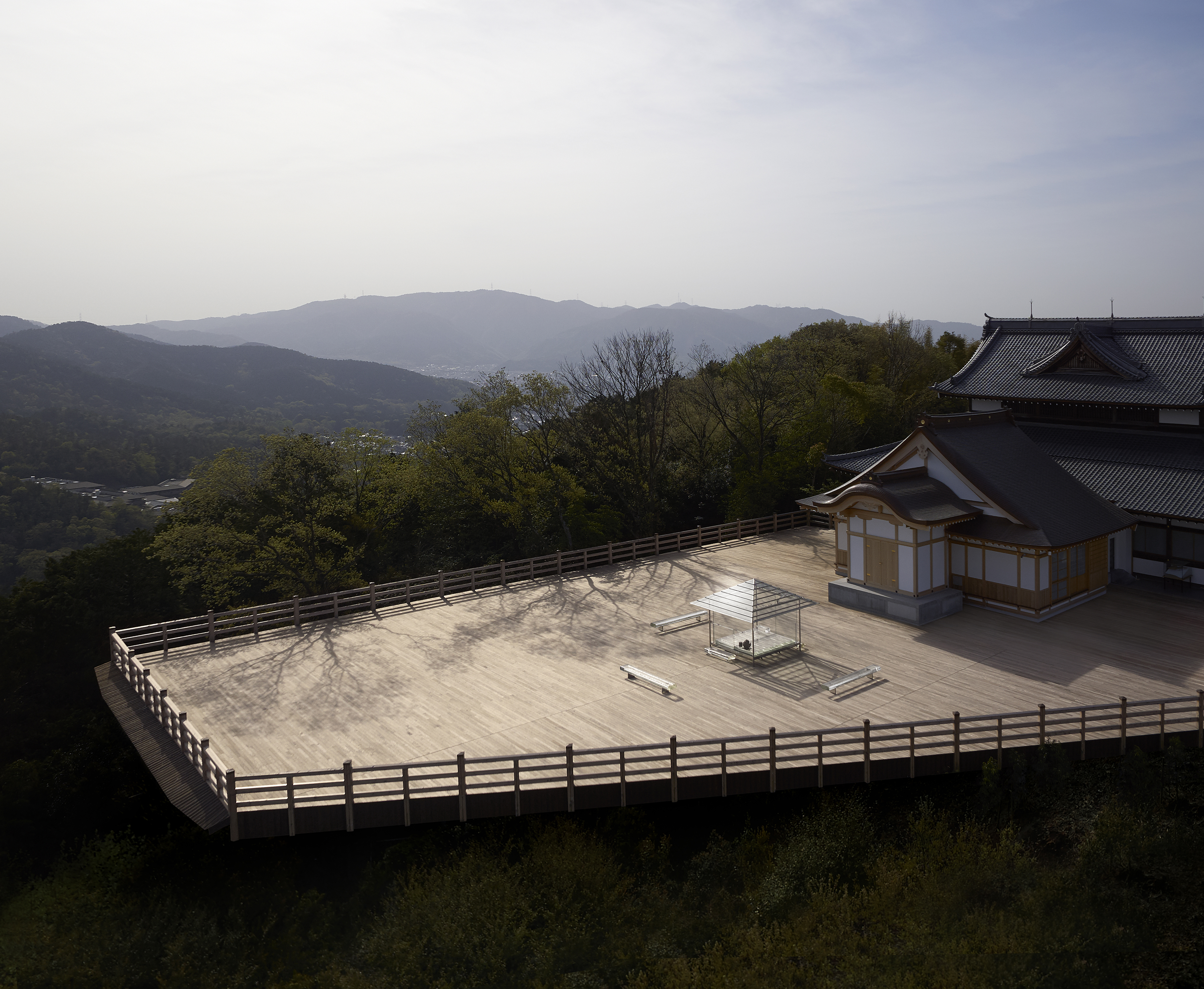
KOU-AN Glass Tea House 2011
Shogunzuka Seiryu-den, Kyoto 2015ー2017

2011　TWILIGHT - Tokujin Yoshioka / Moroso / Milano Design Week
2011　Tokujin Yoshioka : Waterfall / Sharman Contemporary Art Foundation 
2011　KOU-AN Glass Tea House / The 54th La Biennale di Venezia – Glasstress 2011
2011ー2012, 2014　Cartier Time Art / Bellerive Museum, Artscience Museum, Power Station of Art
2012　TOKUJIN YOSHIOKA 2012 CREATOR OF THE YEAR / Maison & Objet
2013　TOKUJIN YOSHIOKA_Crystallize / Museum of Contemporary Art Tokyo
2014　La Biennale di Venezia – The 14th International Architecture Exhibition 2014
2015　Make Yourself Comfortable / Chatsworth House
2015　TOKUJIN YOSHIOKA_TORNADO / Saga Prefectural Art Museum
2015ー2017　KOU-AN Glass Tea House / Shogunzuka Seiryu-den, Kyoto
2017　TOKUJIN YOSHIOKA_SPECTRUM / Shiseido Gallery
2017　TOKUJIN YOSHIOKA x LG : S.F / Milano Design Week

## مجموعة دائمة
(Museum of Modern Art (MoMA) (USA
(Centre Pompidou (Centre national d'art et de culture Georges-Pompidou) (France

(Musée d'Orsay (France 

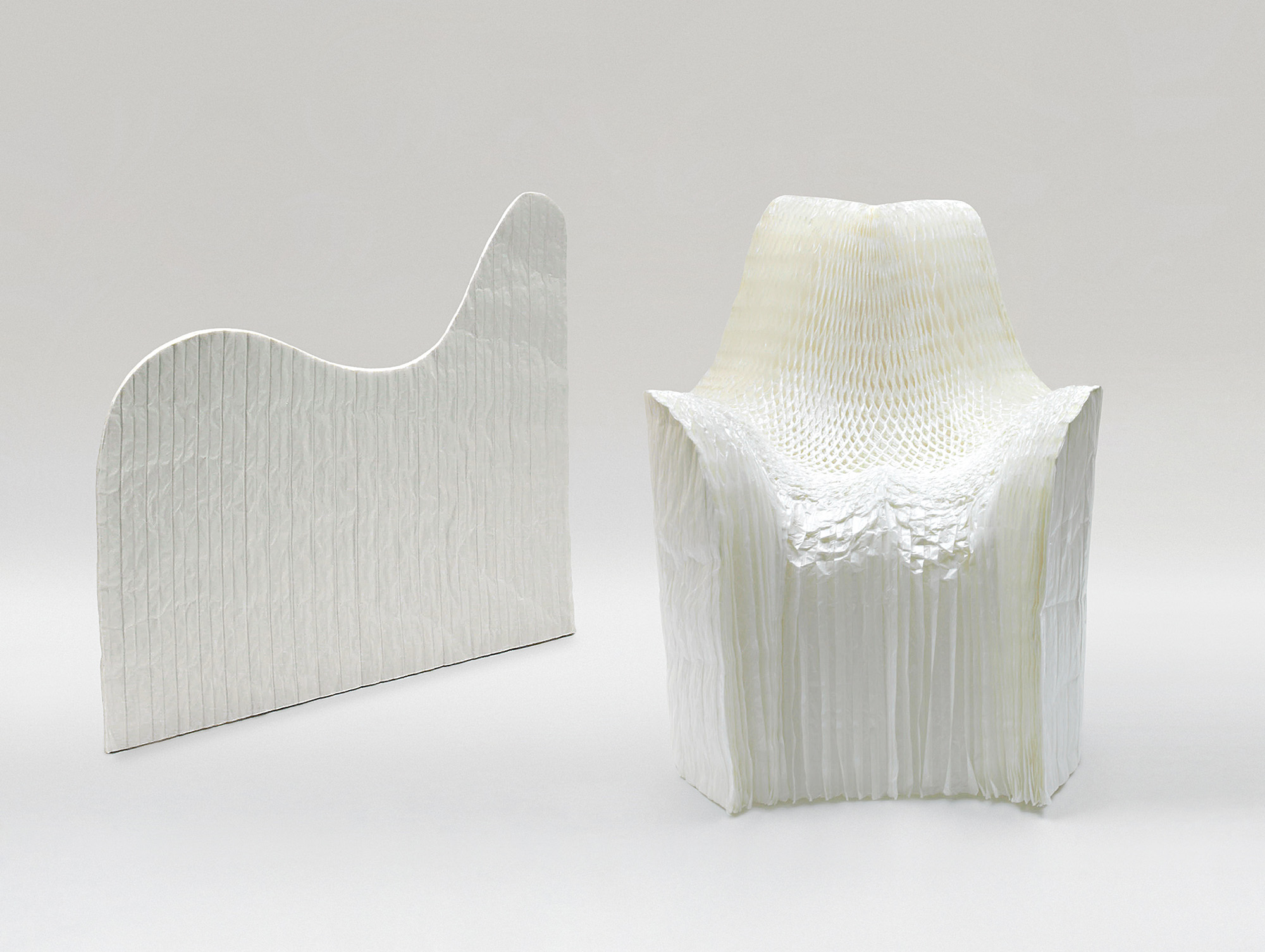
Honey-pop 2001)

(Musée des Arts Décoratifs, Paris (France
(Victoria and Albert Museum (V&A) (UK
(Cooper Hewitt, Smithsonian Design Museum (USA
(Vitra Design Museum (Germany
(The Art Institute of Chicago (USA
(San Francisco Museum of Modern Art (SFMoMA) (USA
(Saint Louis Art Museum (USA
(Montreal Museum of Fine Arts (MMFA) (Canada
(Museum of Contemporary Art Tokyo (MOT) (Japan
(Israel Museum (Israel
(Leeum, Samsung Museum of Art (Republic of Korea    

## الجوائز الكبرى
1997　(JCD Design Award – Grand prize (Japan
2000　(I.D. Annual Design Review (USA
2001 (I.D. Annual Design Review (USA), A&W Award The Coming Designer for the Future (Germany
2002　(Mainichi Design Award 2001 (Japan
2005　(Talents du Luxe (France

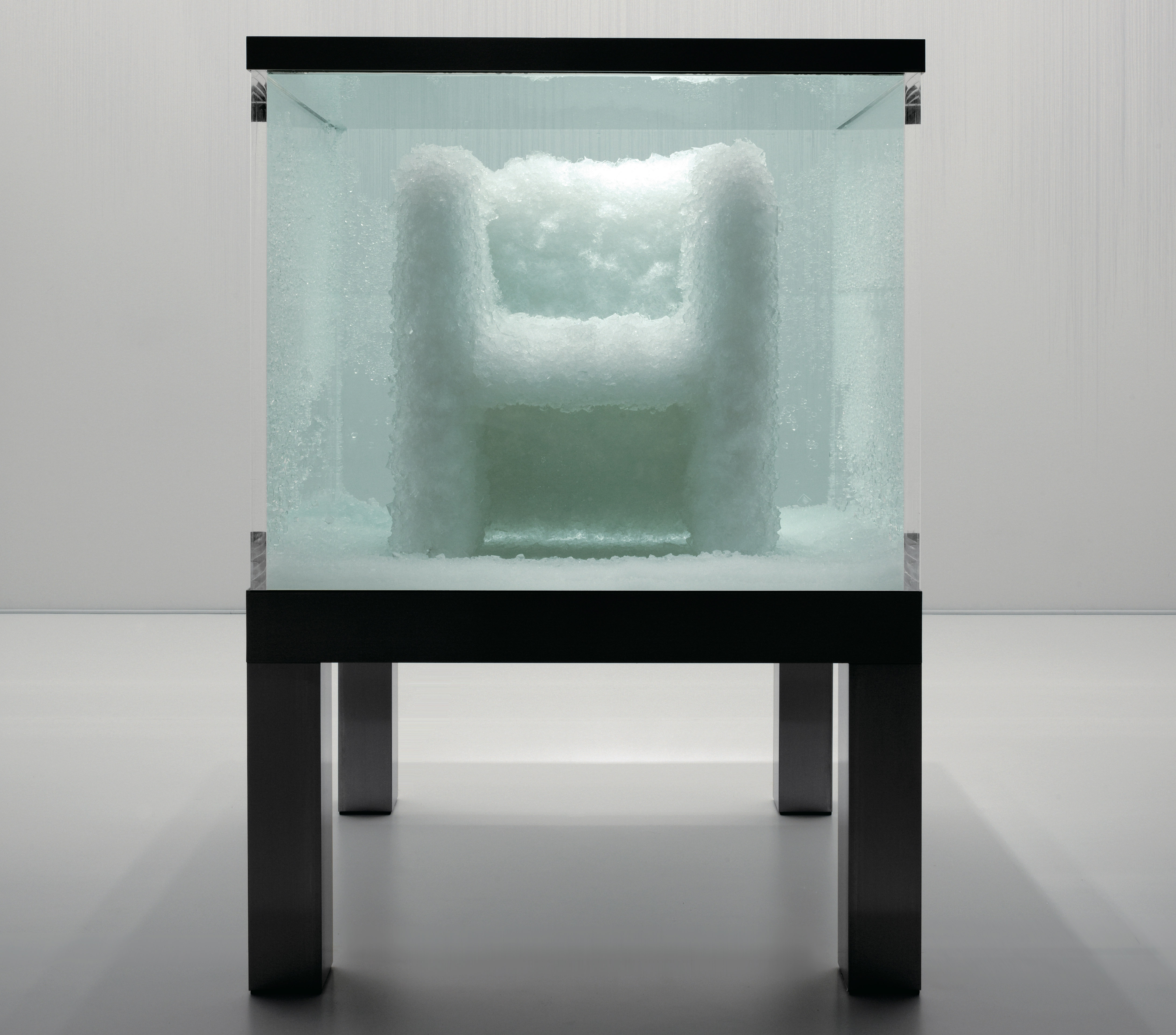
VENUS - Natural crystal chair 2007

2007　(The 57th Art Encouragement Prizes for New Artiest (Japan
2007　(Good Design Award – Gold prize (Japan
2007　(Design Miami – Designer of the Year 2007 (USA
2008　(Wallpaper Design Awards 2008 – Best furniture designer (UK
2008　(DFA Design for Asia Awards 2008 – Grand Award (Hong Kong
2009　(ELLE DECO International Design Awards – Designer of the Year 2009 (Italy
2010　(The 100 Most Creative People in Business 2010 (USA
2010　(TOKYO Design & Art ENVIRONMENTAL AWARDS – Artist of the Year (Japan
2011　(A&W Architektur & Wohnen – Designer of the Year 2011 (Germany
2012　(Maison & Objet – Creator of the Year 2012 (France
2016　(ELLE DECO International Design Awards (EDIDA) 2016 (Italy
2017　(Milano Design Award 2017 – Winner (Italy

## المنشورات، مجموعات الأعمال
2001　(Tokujin Design (gap / Japan
2006　(Tokujin Yoshioka Design (English edition, Japanese edition) (Phaidon / UK
2008　(Second Nature (Kyuryudo / Japan
2009　(Invisible Forms (Esquire Magazine / Japan
2010　(SENSING NATURE (Heibonsha / Japan
2010　(TOKUJIN YOSHIOKA (Rizzoli / USA
2013　(TOKUJIN YOSHIOKA_Crystallize (Seigensha / Japan    

## روابط خارجية
- الموقع الرسمي